# 鐘下辰男
鐘下 辰男（かねした たつお、1964年1月16日 - ）は日本の劇作家・演出家。
日本劇作家協会理事。演劇企画集団「THE・ガジラ」主宰。現代アートワークショップ『塵の徒党』主宰。
桜美林大学 芸術文化学群 演劇・ダンス専修 准教授。
妻は舞台女優の文月遊。

## 人物・作風
北海道河東郡鹿追町生まれ。
北海道帯広三条高等学校の演劇部に所属していたことから、演劇の世界に魅了される。高校卒業後は日本工学院専門学校演劇コースに入学。その後劇団青年座研究所を経て、1987年演劇企画集団「THE・ガジラ」を創立。
鐘下辰男作品は、人間の「生」に対する骨太な表現を濃厚な人間関係と臨場感溢れる展開の演出を得意とし、演劇界において独特な異才を放ち、数々の演劇・演出家賞を受賞している日本を代表する劇作家・演出家の一人である。
また、「生」に対する表現に加え、 人間の隠された内側のリアリティを深くえぐる演出が多い。とりわけ戦争文学や歴史文学においては人間本来のアイデンティティや生存意義を究極に掘り下げた演出をし、その表現・演出の独創性は演劇界でも際立つものとなっている。

## 経歴
1987年にTHE・ガジラ創立と同じくして、日本の劇的な江戸時代幕末期における新撰組の男たちを表現した作品『ワンス・アポン・ア・タイム・イン・京都』はジェルスサーキットグランプリを受賞し、以後の上演作品にも本作品の様々なシリーズが発表されている。
1988年には、近松門左衛門の名作『曾根崎心中』を発表し、鐘下辰男によって新たに現代的要素を組み込んで表現した。後の1989年には、本作品『曾根崎心中』で若手劇団・演出家の発掘の場として知られる、パルテノン多摩演劇フェスティバルグランプリを受賞する。
1990年に入ると、詩人中原中也と文芸批評家小林秀雄が一人の女性を通して奇妙な人間関係に陥っていく様を描いた『汚れちまった悲しみに…Nへの手紙』を発表。多方面から、その演出が評価される。また、ハドソンから発売されたPCエンジン・CD-ROM²用アドベンチャーゲームみつばち学園に脇役として登場している。（島野甚兵衛役、今井弘幸役ほか）
1992年、永山則夫の事件を題材にした『tatsuya-最愛なる者の側へ』は戦後の高度経済成長期における日本社会の矛盾や混沌の中で生きる人間の内面を映し出し、その年の芸術選奨新人賞を受賞した。本作品によって、劇作家・演出家として注目される存在になる。現在でも本作品の評価・人気は高く、代表作。また、この年にレーザーソフト（日本テレネット）から発売されたPCエンジン・CD-ROM²用シューティングゲームサイキックストームに声優として出演している。(カール役）
1994年、ジョン・スタインベックの『二十日鼠と人間』を題材にし、戦後の日本社会の中で生きる二人の男の絆とその後の悲劇を描いたヒューマンドラマ作品『カストリ・エレジー』を発表。本作品は1994年の上半期読売演劇大賞作品賞にもノミネートされた。
1997年には、戯曲と演出を手がけ、THE・ガジラ設立10周年記念として上演した『PW-PRISONER OR WAR』、また文学座の劇として上演された『寒花』で第32回紀伊国屋演劇賞個人賞を受賞。そして『寒花』は、文化庁アーツプラン21事業により、日本を代表する現代作家の作品集として『現代日本の劇作』（戯曲英訳出版事業）の第1巻「HALF A CENTURY OF JAPANESE THEATER 1990s Part1」に「Ice Blossoms」として英訳掲載された。
1998年は、鐘下辰男演出4作品：『PW-PRISONER OR WAR』、長く世俗との関わりを断って生活している不思議な兄妹を描いた、岸田国士の原作『温室の前』、人間の究極的な命題である罪と罰を鋭く表現した吉村昭の作『仮釈放』、 松田正隆の作『どん底』で、第5回読売演劇大賞の大賞、最優秀演出家賞を受賞する。
日本の演劇界においてその地位を確立し、多くの評論家から絶賛され、ある評論家は1997・1998年の演劇界は「鐘下辰男の年」とまで評した。
また、THE・ガジラ以外の活動としても2000年には新国立劇場でシェイクスピアの『マクベス』の演出を、2001年には同じく新国立劇場で三島由紀夫原作の『サド伯爵夫人』の演出を手がけるなど、既成の枠にとらわれない独自のスタイルで幅広く演劇活動を続けている。
2004年には、自身が劇作・脚本・演出を手がけ、劇音楽をテレビ朝日の番組『世界の車窓から』、映画『東京タワー』などで有名な作曲家の溝口肇、企画制作は芸能プロダクション、ホリプロが担当した話題作『クラウディアからの手紙』で各界からの注目を集める。
2003年～2005年、世田谷パブリックシアターと国際交流基金が始動した、アジアを中心とした世界各国の現代演劇アーティスト16名による「アジア現代演劇コラボレーションプロジェクト」に参加。プロジェクトの成果として発表された『ホテル・グランド・アジア』（2005年）では出演も果たす。このプロジェクトで出会った、ハレーシュ・シャーマが常任劇作家を務める「the necessary stage」の芸術監督アルヴィン・タンの呼びかけに応え作品『Mobile』に劇作家、演出家として加わる。
2006年、シンガポール・アーツ・フェスティバルで『Mobile』が初演され、その後マレーシアでも上演され、 世田谷パブリックシアターの招へいによって、2007年3月、本作品は東京でも上演が決定。 
また2000年にTHE・ガジラで上演され、その後NHKでも放映されている『レプリカ』が、2006年にジャニーズ事務所所属の20th Century坂本昌行が座長を務め、演出を西川誠也、制作に株式会社フジテレビが参加した。その後、本作は『劇団演技者。』としてフジテレビで放送され、ドラマ化された。
近年では海外での評価も非常に高く、アジアを中心に世界的に現代演劇・新劇の創作に加えて、幅広い活動を続けている芸術家の一人でもある。
また、芥川龍之介・大岡昇平の原作を基に劇脚本を書き上げ、演出を手がける作品も多数発表している。
現在は、劇団の総合演出や個人の活動を中心とした作品の執筆・演出をする傍ら、桜美林大学で演劇・演出の教鞭をとる。

## 受賞歴
- 1992年 文化庁芸術選奨新人賞受賞『tatsuya - 最愛なる者の側へ』
- 1997年 第32回紀伊國屋演劇賞個人賞受賞『PW - PRISONER OF WAR』『寒花』
- 1998年 第5回読売演劇大賞・大賞 最優秀演出家賞受賞『PW - PRISONER OF WAR』『温室の前』『仮釈放』『どん底』

## 著書・関連書籍
- カデット （著・鐘下辰男）1994年8月 （而立書房）ISBN 4880591971
- カストリ・エレジー（著・鐘下辰男）1998年10月（論創社） ISBN 4846001423
- アーバンクロウ-呼吸も出来ない（著・鐘下辰男）2000年11月（論創社）ISBN 4846001865